# Historia de Eslovenia
La historia de Eslovenia narra el período del territorio esloveno desde el siglo V a. C. hasta el presente. En la Edad del Bronce Temprano, las tribus protoilirias se asentaron en un área que se extendía desde la actual Albania hasta la ciudad de Trieste. El territorio esloveno formaba parte del Imperio Romano y fue devastado por las incursiones del Período de Migración durante la Antigüedad tardía y la Alta Edad Media. La ruta principal desde la llanura de Panonia hasta Italia pasaba por la actual Eslovenia. Los eslavos alpinos, ancestros de los eslovenos modernos, se asentaron en el área a fines del siglo VI d. C. El Sacro Imperio Romano Germánico controló la tierra durante casi 1000 años y, entre mediados del siglo XIV y 1918, la mayor parte de Eslovenia estuvo bajo el dominio de los Habsburgo. En 1918, los eslovenos formaron Yugoslavia junto con los serbios y los croatas, mientras que una minoría quedó bajo el control de Italia. El estado de Eslovenia fue creado en 1945 como parte de la Yugoslavia federal. Eslovenia se independizó de Yugoslavia en junio de 1991 y hoy es miembro de la Unión Europea y la OTAN.

## Historia Antigua
En tiempos antiguos el territorio actual de Eslovenia fue abarcado por la cultura de los campos de urnas, posteriormente, en la edad de hierro se desarrolló en la región la Cultura de Hallstatt. 

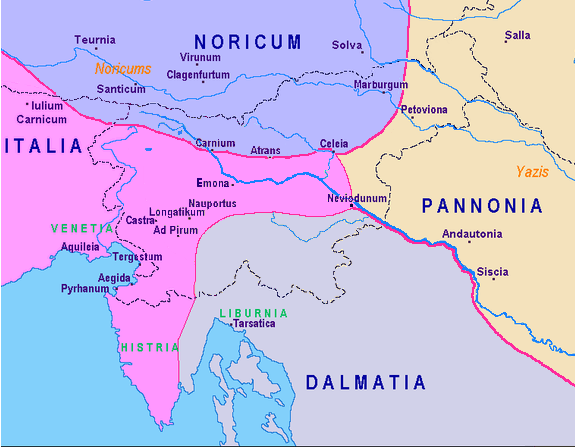
Eslovenia durante el Imperio romano (1-300 d. C.).

En el segundo siglo II a. C. las fuentes históricas registran la existencia del Reino de Noricum en los Alpes Orientales. Este Reino mantenía relaciones amistosas con los romanos, a quienes le vendían hierro. Este hierro era de hecho la clave de los romanos para producir armas eficaces, necesarias en sus guerras contra los celtas. En el año 16 a. C., Noricum se asoció al Imperio romano, en donde preservó su autonomía en los términos del ius gentium. Esta ley le permitió a Noricum conservar su propia organización social hasta la caída del Imperio romano. Sin embargo la cultura romana y la romanización se difundió en el reino.
Las ciudades más importantes de la época eran: Celeia (actualmente Celje), Emona (Liubliana), Nauportus (Vrhnika) y Poetovio (Ptuj). El territorio esloveno se encontraba dividido entre las provincias romanas de Dalmatia, Italia, Noricum y Panonia.
En el siglo IV la provincia de Noricum fue dividida en dos más pequeñasː Noricum ripense y Noricum mediterraneum, esta última también llamada Interiore Noricum. La primera fue invadida por tribus germánicas a la caída del Imperio romano, pero la segunda pudo mantener su estructura social y tras la ocupación de los ostrogodos declaró la propia independencia
Algunos creen que los ancestros eslavos de los actuales eslovenos se establecieron en esta área por ese entonces. Sin embargo hay otros que sostienen que descienden de los pueblos autóctonos de los Alpes Orientales

## Carantania

Fronteras de Carantania hacia el año 800.

En el año 595 se registra la cita, por parte del historiador lombardo Pablo Diácono, del primer estado estable eslavo y esloveno como "Provincia Sclaborum", que luego se conocería como Carantania. En el año 623, los eslavos fueron unidos en una alianza bajo un rey llamado Samo, también conocida en las fuentes históricas como Marca Vinedorum, la cual ocupaba los territorios de Carantania. En 658, después de la muerte de Samo, la Alianza Eslava se desintegró, pero Carantania sobrevivió y retuvo su independencia.
En el año 745, Carantania, que hasta aquel entonces era una nación pagana, sufrió una seria amenaza militar de los ávaros de la vecina Panonia. Por eso el duque Borut solicitó ayuda militar a los amistosos bávaros, que ya estaban cristianizados. Los bávaros pertenecían al dominio político del rey de los Francos, que era el protector del Cristianismo de Europa. El rey de los Francos dio permiso a Baviera para ayudar a la pagana Carantania, pero solo con la condición de que esta última aceptara el cristianismo. El duque Borut aceptó la condición y con ayuda de los bávaros Carantania derrotó definitivamente a los Ávaros. Así fue como el duque Borut envió a su hijo  Gorazd y a su sobrino  Hotimir para que se educaran en la fe cristiana en Baviera. En las décadas siguientes a la derrota de los ávaros el obispo de Salzburgo, San Virgilio, envió a Carantania una serie de monjes irlandeses destacándose San Modesto como apóstol de los carantanios. Tras la muerte de San Modesto hubo una breve restauración pagana debido a que el Tratado por el cual Carantania había aceptado asumir el cristianismo fue violado. Así fue cómo el ejército bávaro invadió el país y suprimió el gobierno pagano. La irrupción de los bávaros, sin embargo, provocó una imagen negativa del Cristianismo ya que obviamente el ejército extranjero no respetó disciplina alguna, como no la ha hecho ningún ejército en general en esas circunstancias. Debido a esto entre la gente creció la desconfianza hacia el cristianismo.

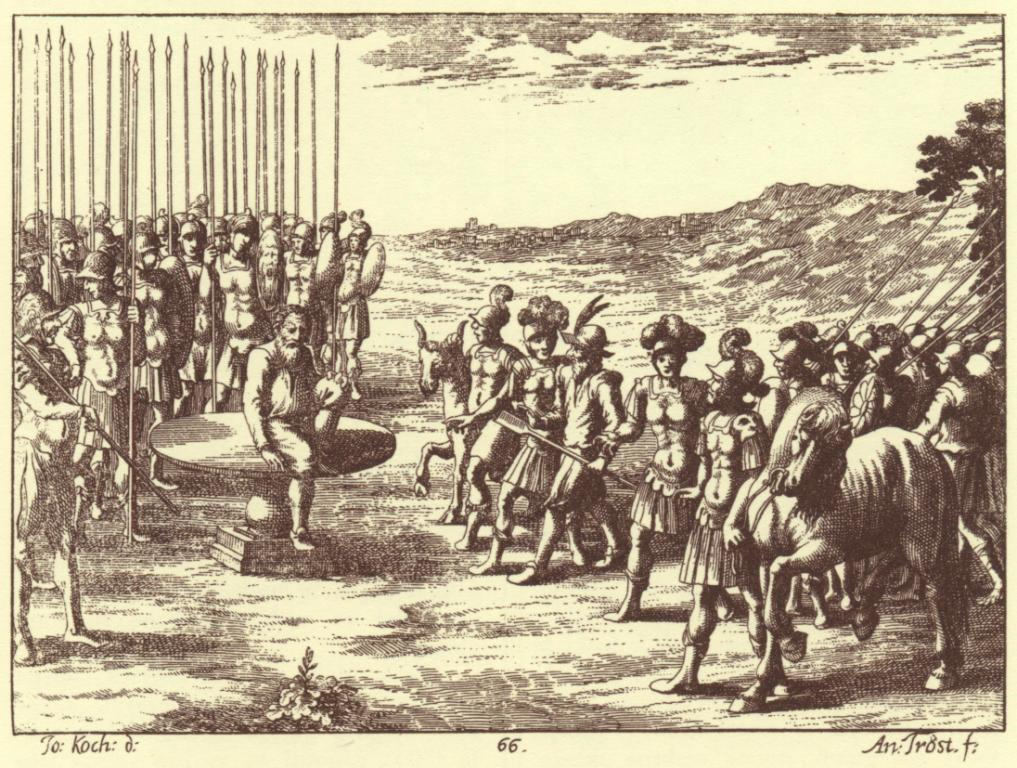
Instalación en la Piedra del Príncipe.

Fue gracias a la tarea del duque Domitiano que se logró la conversión completa al Cristianismo. Finalmente, en época de Carlomagno, en el año 802, fallece el duque Domitiano, que luego sería santificado.
Hacia el año 828 el Ducado de Carantania ocupaba territorios actuales de Austria y Eslovenia.
Carantania se unió al reino de los francos con su propia ley (Consuetudo Sclavorum) y preservó la proclamación de su knez (príncipe) en lengua eslovena hasta el año 1414 sobre la Piedra del Príncipe (knezji kamen). Hasta el año 1651 la ceremonia de nombramiento del señor tenía lugar en el Trono del Duque (vojvodski stol) y hasta el año 1728 en la mansión condal de Klagenfurt  (Celovec). El ritual de coronación del gobernante carintio se describe en el libro de Jean Bodin "Six livres de la République".

## Edad Media

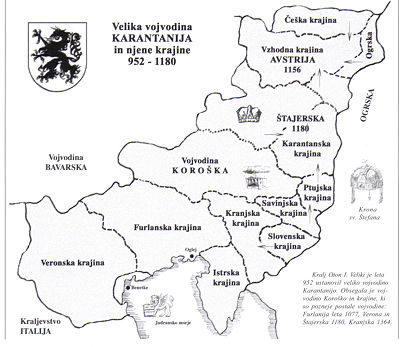
Gran Carantania 952-1180.

Alrededor del año 999 fueron escritos los manuscritos Freising, primer documento escrito en esloveno y el primero de una lengua eslava mediante escritura latina. Durante el siglo XIV, la mayoría de las regiones de Eslovenia pasaron a manos de los Habsburgo cuyas tierras luego formarían el Imperio austrohúngaro. Los eslovenos habitaban totalmente o mayoritariamente las provincias de Carniola, Gorizia y Gradisca, y partes de las provincias de Istria y Estiria.
A lo largo de los siglos el idioma alemán se difundió en las viejas provincias carantanas. Las personas que adoptaron el idioma alemán comenzaron a sentirse pertenecientes a los pueblos germánicos. Esta población fue el origen de la nación austríaca. La población del sur de Carantania continuó hablando el idioma esloveno y son los actuales eslovenos.

## Edad Moderna

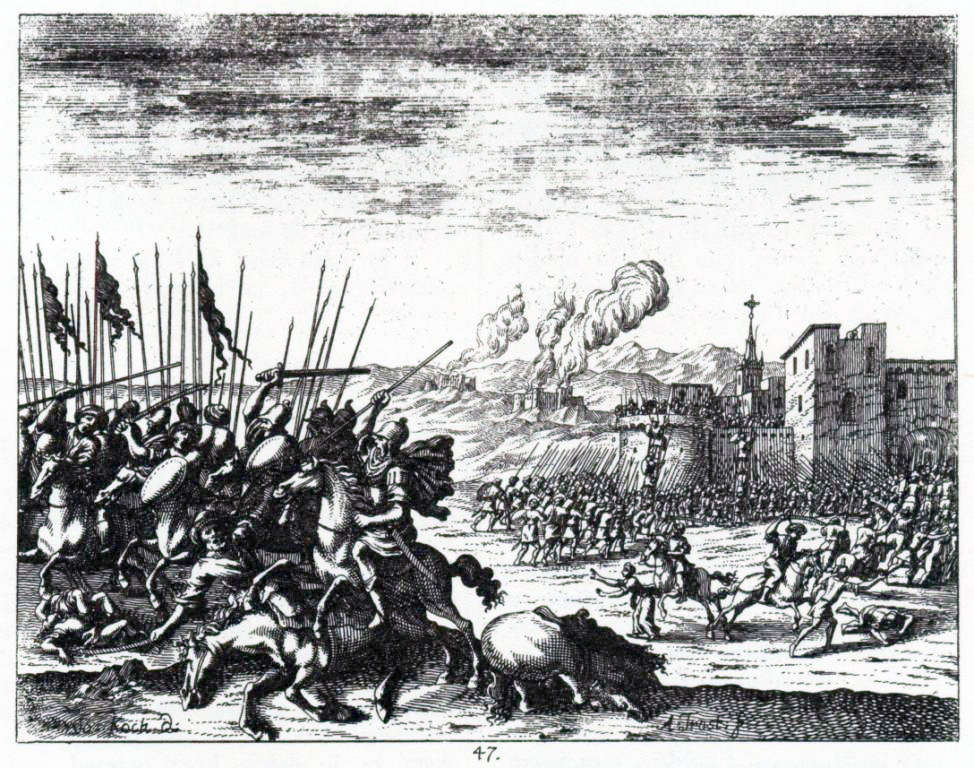
Batalla contra los otomanos en 1431

A medida que la Reforma se extendía en el siglo XVI, los misioneros protestantes codificaron y fijaron la ortografía de la lengua eslovena: Primož Trubar publicó en 1550 los primeros libros impresos en lengua eslovena y en 1584 se publicó la primera traducción eslovena de la Biblia (Jurij Dalmatin, Wittenberg 1584)  y la primera gramática. Sin embargo, los focos protestantes, así como una revuelta campesina de croatas y eslovenos en 1573 fueron rápidamente sofocados por la Contrarreforma católica y las autoridades germánicas, y los eslovenos mantuvieron su fidelidad al reino de Austria en los siglos siguientes.

## Nacionalismo y emancipación
En 1809, gran parte de Eslovenia quedó dentro de las Provincias Ilirias del primer Imperio Francés de Napoleón I. A partir de 1814, se restableció el dominio de los Habsburgo. El ilirismo –que comenzó ante todo como una expresión de solidaridad con los croatas y otros eslavos del sur- se convertiría en la primera base del nacionalismo esloveno, que se mantendría activo durante todo el siglo XIX, pero que permaneció no obstante marcado por su origen occidental y católico, rechazando a los serbios ortodoxos que se emanciparán de los turcos.
Con las revoluciones de 1848, los eslovenos reclamaron la creación de una provincia eslovena dentro del Imperio austríaco y a partir de 1870 se presenta la primera expectativa de unión de los Eslavos del sur (Eslovenos, Serbios y Croatas).
Durante la Primera Guerra Mundial, la fidelidad a la dinastía imperial de los Habsburgo y al Imperio Austrohúngaro se impuso durante mucho tiempo sobre la idea de una Gran Yugoslavia independiente. En mayo de 1917, el abate Korosec, jefe del movimiento nacional cristiano esloveno, se pronunció a favor de la creación de un estado autónomo de los eslavos del sur dentro del Imperio Austrohúngaro. Sin embargo, la caída y fragmentación del Imperio tras su derrota en la Primera Guerra Mundial en 1918, favoreció las posiciones más radicales que defendían la separación total. Los eslovenos, representados en el Comité nacional de Zagreb, al que pertenecían también los croatas y serbios de Hungría, y que presidía Korosec, consiguieron en diciembre que el rey de Serbia apoyara la idea de constituir el reino de los serbios, croatas y eslovenos, la base de Yugoslavia. Al término de la Primera Guerra Mundial, líderes eslovenos apoyaron la creación del Estado de los Eslovenos, Croatas y Serbios, que posteriormente se uniría al Reino de Serbia para crear el Reino de los Serbios, Croatas y Eslovenos que fue fundado en 1919 y luego adoptó el nombre de Reino de Yugoslavia.

## Eslovenia en Yugoslavia

### Eslovenia en el Reino de Yugoslavia
Las primeras dificultades surgieron al establecer las fronteras del nuevo estado, que se resolvieron en 1920 con la delimitación de fronteras con Austria, Reino de Hungría y el Reino de Italia. El nuevo Reino de Yugoslavia tuvo que ceder ante las ambiciones italianas, que consiguió territorios en el oeste del desaparecido Imperio de Austria-Hungría en los que vivían una minoría de 400.000 eslovenos, y que el régimen fascista de Benito Mussolini se esforzó por asimilar con fuertes medidas centralizadoras. Las naciones vencedoras en la guerra entregaron Gorica, que era parte de Eslovenia, al Reino de Italia. Debido a esto surgió el TIGR como organización de resistencia eslovena que operó entre 1927 y 1941 
El Tratado de Saint Germain, sólo asignó una pequeña parte de Carintia del sur a Yugoslavia pero finalmente esta región optó también por unirse a Austria, en 1920. 
El estallido de la Segunda Guerra Mundial y la invasión de alemanes e italianos llevaron al desmembramiento del Reino de Yugoslavia. Eslovenia fue repartida entre Alemania e Italia (Tratado de 8 de julio de 1941), mientras que el distrito del Mur era anexionado por Hungría. Los nazis procedieron a la germanización de Eslovenia del Norte y tras la capitulación de Italia (septiembre de 1943) Eslovenia del sur también fue administrada por los nazis hasta 1945.

### Era socialista

Escudo de la República Socialista de Eslovenia.

En 1946, tras el fin de la Segunda Guerra Mundial y la derrota de la Alemania nazi, Eslovenia pasó a ser una República popular en el seno de la República Democrática Federal de Yugoslavia y recuperó sus fronteras anteriores a la guerra excepto en la zona limítrofe con Italia, donde el tratado de París de 1947 amplió el territorio esloveno hacia el oeste, frontera que no quedó completamente fijada hasta 1954, aunque una minoría de 50.000 eslovenos, permaneció en el territorio de Italia, cerca de la frontera. Con la Constitución yugoslava de 1974, adquirió el título de República Socialista de Eslovenia dentro de la República Federal Socialista de Yugoslavia. 
Dentro de la República Federal Socialista de Yugoslavia, Eslovenia se convirtió en la república más próspera y más industrializada de la federación por sus instalaciones de producción de acero y de industria pesada. Alcanzó el más alto nivel de vida y contribuyó más que ninguna otra república yugoslava a la ayuda federal que se destinaba a las regiones menos desarrolladas del sur. La contribución eslovena fue el origen de varias tensiones en la Federación, que se agudizaron durante la década de 1980 con el enfrentamiento entre el gobierno esloveno de Liubliana y el gobierno federal de Belgrado. 
Con la caída del comunismo en Europa Central y Oriental, en 1989 en Eslovenia nació un partido político independiente, la Liga de los Socialdemócratas Eslovenos –el primero de su género en un país comunista-, al que pronto seguirían otros. Una vez instituido el multipartidismo en la Federación, se celebraron elecciones en abril de 1990: alcanzó la mayoría parlamentaria (por un estrecho margen) una coalición de centro-derecha, mientras Milan Kucan, presidente de la Liga de los Comunistas de Eslovenia de 1986 a 1989, era elegido presidente de la República. En diciembre de 1990 se realizó un referéndum sobre la independencia (en caso de que no se llegase a un acuerdo en el plazo de seis meses sobre la reforma de la Federación de Yugoslavia) donde un 95 % de los votantes se mostró favorable.
Inesperadamente, Eslovenia se declara independiente el 25 de junio de 1991, aun cuando previamente había anunciado que lo haría el día 26. Este adelanto fue una acción estratégica de los eslovenos para tener cierta ventaja inicial ante la expectativa de una confrontación inevitable contra el Ejército Popular Yugoslavo (JNA), y esta se esperaba para el mismo momento de la declaración de independencia. Adelantanda en secreto 24 horas la declaración, el gobierno esloveno trastocaba la respuesta del gobierno federal de Belgrado, preparada para el mismo día 26 de junio. Estalló entonces la guerra de la independencia eslovena, también conocida como la Guerra de los Diez Días.
Los combates más fuertes del conflicto tuvieron lugar durante el 2 de julio de 1991, que fue un día desastroso para el JNA. La columna de tanques del JNA refugida en el bosque Krakovski era atacada de forma sostenida por unidades de la TO eslovena (fuerza de defensa territorial, en esloveno teritorialna obramba), forzándola a rendirse. Unidades del Cuarto Cuerpo Blindado del JNA intentaban llegar desde Jastrebarsko en Croacia, pero eran vencidas cerca de la ciudad fronteriza de Bregana. Las unidades de TO eslovenas organizan exitosos ataques contra los pasos de frontera en Šentilj, Gornja Radgona, Fernetiči y Gorjansko, capturándolos y obligando a rendirse a las tropas del JNA. Una larga negociación entre el JNA y la defensa territorial eslovena tiene lugar durante la tarde y la noche en Dravograd, mientras las instalaciones del JNA a lo largo la RS siguen cayendo en manos eslovenas.
El 7 de julio de 1991, La Guerra de los Diez Días estaba formalmente acabada con el acuerdo de Brioni, firmado en las croatas Islas Brioni. Los términos eran claramente favorables a Eslovenia: se aceptaba una moratoria de tres meses sobre la independencia eslovena -que en términos prácticos tenía poco impacto real- y la policía eslovena y nuevas fuerzas armadas eslovenas eran reconocidas como soberanas en su territorio.
Mientras formaba parte de Yugoslavia, la población de Eslovenia equivalía apenas al 8% del total; sin embargo, su producción industrial era del 25% del país. 
Gracias a la homogeneidad de su población, la independencia de Eslovenia fue la menos violenta de la ex Yugoslavia. 
Ver: República Federal Popular de Yugoslavia y República Federal Socialista de Yugoslavia.

## Eslovenia independiente

Escudo de Armas de la República de Eslovenia actual.

Eslovenia firmó en junio de 1996 un acuerdo de asociación con la Unión Europea (UE), como paso formal previo a su ingreso como miembro en 2004. Una de las condiciones de la UE (en particular de Italia) fue la inclusión en la constitución eslovena de una cláusula que permitía a los extranjeros adquirir bienes en el país. Esta medida estaba motiva en parte por la pérdida de propiedades que ciudadanos italianos habían sufrido después de 1945 en territorio esloveno.
Durante los bombardeos de Kosovo y Serbia en 1999, Eslovenia permitió el uso de su espacio aéreo por la OTAN. 
En junio de 2001 el presidente ruso Vladímir Putin y su homólogo estadounidense George W. Bush, se reunieron en Eslovenia, en la antigua residencia del expresidente Josip Broz Tito. Esta cumbre tenía en su agenda el escudo antimisiles estadounidense y la expansión de la OTAN.
En mayo de 2004, junto a Estonia, Letonia, Lituania, Polonia, República Checa, Hungría, Eslovaquia, Malta y Chipre, Eslovenia pasa a formar parte de la UE. En enero del año 2007 Eslovenia también pasaba a formar parte de la zona euro.

### Gobierno de Türk
El 21 de diciembre de 2007 Eslovenia implementó el Acuerdo de Schengen. Así mismo, Eslovenia presidió, en enero de 2008, el Consejo de Europa, convirtiéndose en el primer país del antiguo bloque comunista en asumir dicha responsabilidad. Danilo Türk ocupó el cargo de Presidente de la República de 2007 a 2012.

#### Primer ministro de Pahor (2008-2012): reformas bloqueadas
Borut Pahor fue primer ministro de Eslovenia desde noviembre de 2008 hasta febrero de 2012. Ante la crisis económica mundial, su gobierno propuso reformas económicas, pero fueron rechazadas por el líder opositor Janez Janša y bloqueadas por referéndum en 2011. Por otro lado, los votantes votaron a favor de un acuerdo de arbitraje con Croacia, destinado a resolver la disputa fronteriza entre los países, surgida tras la desintegración de Yugoslavia. En 2010, Eslovenia se unió a la OCDE.

### Gobierno de Pahor (2012-Actualidad)
Pahor ha ocupado el cargo de presidente desde 2012. En noviembre de 2017, el presidente esloveno, Borut Pahor, fue reelegido para un segundo mandato en elecciones reñidas.

#### Primer ministro de Janša (2012-2013): Informe anticorrupción
Janša fue primer ministro de Eslovenia desde febrero de 2012 hasta marzo de 2013 por segunda vez. Fue reemplazado por la primera mujer PM en la historia de Eslovenia, Alenka Bratušek, después de que se emitiera el Informe sobre los líderes de los partidos parlamentarios de la agencia oficial anticorrupción.El ex primer ministro Janez Janša pasó seis meses en prisión en 2014 tras ser condenado por cargos de soborno relacionados con un negocio de armas de 2006. Janša había negado haber actuado mal.
Miro Cerar fue primer ministro desde septiembre de 2014 hasta marzo de 2018. Su coalición de gobierno incluía al Partido de Centro Moderno de Cerar, los socialdemócratas y el partido de jubilados DeSUS.
En junio de 2018, el Partido Democrático de Eslovenia (SDS) de centroderecha del ex primer ministro Janez Janša ganó las elecciones. SDS aseguró 25 escaños en el parlamento de 90 escaños. Un partido de centroizquierda, La Lista de Marjan Šarec (LMŠ), quedó en segundo lugar con 13 escaños. El Partido del Centro Moderno de Cerar quedó cuarto con apenas 10 escaños. 
En agosto de 2018, el nuevo primer ministro Marjan Šarec formó un gobierno minoritario compuesto por cinco partidos de centroizquierda. En enero de 2020, el primer ministro Šarec renunció porque su gobierno minoritario era demasiado débil para impulsar una legislación importante.

#### Primer ministro de Janša (2020-2022)
En marzo de 2020, Janez Janša fue nombrado primer ministro por tercera vez en el nuevo gobierno de coalición de SDS, el Partido del Centro Moderno (SMC), Nueva Eslovenia (NSi) y el Partido de los Pensionistas (DeSUS). Janša había sido previamente primer ministro de 2004 a 2008 y de 2012 a 2013.  Janez Janša era conocido como un populista de derecha y partidario abierto del expresidente estadounidense Donald Trump. Janša también era conocida como aliada del primer ministro derechista Viktor Orban de Hungría.

#### Primer ministro de Golob (2022-)
En abril de 2022, la oposición liberal, The Freedom Movement, ganó las elecciones parlamentarias. El Movimiento por la Libertad obtuvo el 34,5 % de los votos, en comparación con el 23,6 % del Partido Demócrata Esloveno de Janša. El 25 de mayo de 2022, el parlamento de Eslovenia votó para nombrar al líder del Movimiento por la Libertad, Robert Golob, como nuevo primer ministro de Eslovenia para suceder a Janez Janša.